# Viltok
Viltok är en sjö i Arjeplogs kommun i Lappland och ingår i Piteälvens huvudavrinningsområde. Sjön har en area på 3,57 kvadratkilometer och ligger 473,6 meter över havet. Viltok ligger i Piteälven Natura 2000-område. Sjön avvattnas av vattendraget Piteälven.

## Delavrinningsområde
Viltok ingår i det delavrinningsområde (740975-156089) som SMHI kallar för Utloppet av Viltok. Medelhöjden är 547 meter över havet och ytan är 16,2 kvadratkilometer. Räknas de 89 avrinningsområdena uppströms in blir den ackumulerade arean 1 535,3 kvadratkilometer. Avrinningsområdets utflöde Piteälven mynnar i havet. Avrinningsområdet består mestadels av skog (65 procent) och kalfjäll (10 procent). Avrinningsområdet har 3,79 kvadratkilometer vattenytor vilket ger det en sjöprocent på 23,3 procent.